# Dicraeus flavescens
Dicraeus flavescens är en tvåvingeart som beskrevs av Nartshuk 1974. Dicraeus flavescens ingår i släktet Dicraeus och familjen fritflugor. Inga underarter finns listade i Catalogue of Life.